# 亀子のぶお
亀子のぶお（かめこ のぶお、1976年12月31日 - ）は、日本のお笑い芸人である。所属事務所は吉本興業東京本社。

## 概説
- 身長170cm、体重111kg、スリーサイズはB120、W135、H120、血液型はB型。
- 出身地はプロフィール上ではニューヨークと登記されているが、実際は非公開。
- 『エンタの神様』では両手にポンポンをかざしたチアボーイに扮して『キ・モ・イ!キモイ』というネタを披露している。内容は、異性からは確実に退かれてしまう事をキモイ事として一言ネタとして発表する。この番組では、ネタの合間にMCの白石美帆を映すという演出も時々見られる。そのネタを老人ホームでやったら「やだ」と言う反応はあったがウケなかったと言う。
- エンタの神様で取り上げられる一年以上前からすっぽん大学により亀子のぶお観察日記をつけられている。現在は亀子のぶお本人がブログを始めたこともあり更新が途絶えている。
- 以前はげんしじん事務所に所属しており、右翼ネタをやっていた。
- トークユニット「アニメ会」の元メンバー。『アニメ会の『ヲタめし!』』には、第0回以降出演していない。しかし、第106回でレギュラー出演する。それまでも番組ジングルのみ担当していた。上記の様に一時期、テレビ露出があった事と自身のサイトへのアクセス数が物凄い数だった事から他のメンバーには売れたと思われているが、本人は「テレビに翻弄されただけ」と言って否定している。
- 『二次元へいきまっしょい』の頃は、出演すると共演していた本田透と家賃が払えない等の生活に危機が迫っている事を語り合っていた。また、数ヶ月家賃を滞納している事すらカミングアウトしていた。『アニメ会の『ヲタめし!』』第106回でも、家賃が払えないと言い、以前と生活に変化がない。
- 以前は西口プロレスでも活動。当初はリングアナのみだったが、その後『長州中力』の名前でレスラーとしても出場。
- CBCラジオの番組『ポッシきゃな？』にゲスト出演した時、8年前、お笑い芸人なる前の体重は65kgで彼女もいたが、お笑い芸人になった途端、誰も近寄ってこなくなってきて、あっという間に今の体重になったけど、それでも昔に戻ろうとは思わず、今のままでモテたいと思っていることをカミングアウトしていた。
- 『アニメ会の『ヲタめし!』』第106回で吉本興業入りした事を明かし、吉本がアニメ会での活動を容認しないと言う事からアニメ会を脱退すると発表する。本人は、吉本を離れた際は、また再加入するかも知れないと示唆した。
- アニメキャラの物まねを得意とする。
- ずっとピンで活動をしていたが、2009年12月に元スパークスタート「ダッチ」、「大友利隆」と共にトリオ「チャイム」を結成した。

## ものまねレパートリー
- ボヤッキー（ヤッターマン）
- ドクロベエ（ヤッターマン）
- アムロ・レイ（機動戦士ガンダム）
  - 以前所属していたアニメ会のメンバーからは「アニメ会の『ヲタめし!』」第0回において「後2年早かったら」（アムロ・レイの物まねで一世を風靡した若井おさむに先を越された事から）と言われるほど似ている。
- フグ田マスオ（サザエさん）
  - 「えー！？おとうさん！」
- ベジータ（ドラゴンボールZ）
  - 「ふーざーけるなよう？」
- 魔人ブウ（ドラゴンボールZ）

## 出演

### テレビ
- エンタの神様（NTV、キャッチコピー:キモE級（クラス）のチアボーイ）2008年7月19日初登場（それ以降レギュラー出演）
- リンカーン （TBS）
- 王様のブランチ （TBS）
- スッキリ!! （NTV）
- ケータイ刑事 （BS-i）
- 99プラス（NTV）
- カンニングの恋愛中毒（GyaO）
- お笑い××（チョメチョメ）ナイト （あっ!とおどろく放送局）

### CS放送
- 浅草キッドの浅草キッド (SKY PerfecTV!)
- メイドお騒がせします (SKY PerfecTV!)
- MONDOGIRLSのぶっちゃけヤバくね!? (MONDO21)
- いいなり宣言！メイドおさわがせします。 (MONDO21)
- ゲームレコードGP (MONDO21)

### 映画
- いかレスラー
- 兜王ビートル
- 囚人プロレス
- REALMEN STAND!
- B-ON 美女木兄弟戦争篇